# クレーン運転士

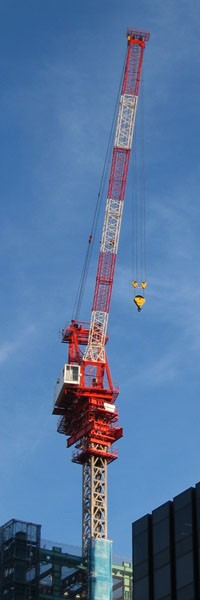
タワークレーン

クレーン運転士（クレーンうんてんし）は、日本において、労働安全衛生法に定められた国家資格（免許）のひとつであり、クレーン運転士免許試験（学科及び実技）に合格し、免許の交付を受けた者をいう。一定の規模以下のクレーンについては、技能講習又は特別教育を受けることで運転・操作することが可能となっており、それらの講習等を修了した者を指して言う場合もある。

## 概要
- クレーン（移動式クレーン及びデリックを除く。以下同じ。）を操作する上で必要な資格。

## 区分

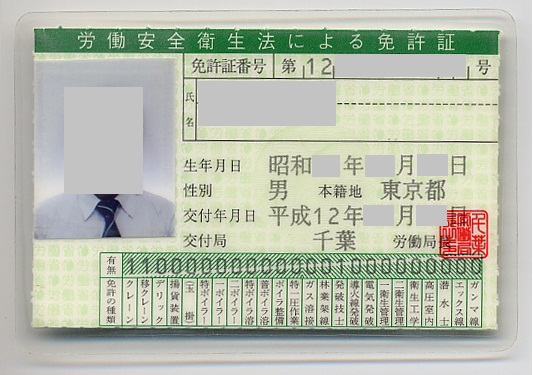
2006年3月31日以前の免許証
「免許の種類」欄の左端がクレーン運転士
「有無」欄の1は限定条件無しを表す。

クレーン運転士免許
つり上げ荷重5t以上を含め全てのクレーンを操作することができる。
クレーン運転士免許（床上運転式限定）
つり上げ荷重5t以上の床上運転式クレーン（操作者が荷と共に前後に移動する方式のものに限る）を操作することができる。5t未満の全てのクレーンも操作できる。
（注）労働安全衛生法関係法令の改正により、2006年4月1日からクレーン運転士免許とデリック運転士免許が統合され、クレーン運転士免許は「クレーン・デリック運転士（クレーン限定）」免許に、クレーン運転士（床上運転式限定）免許は、「クレーン・デリック運転士（床上運転式クレーン限定）」免許に名称が変更となった。旧制度下で旧称の免許を受けていた者はそれら新称の免許を有するものとみなされる（ただし、その者がデリック免許をも取得していた場合等は限定なしの「クレーン・デリック運転士」免許となる）が、免許証裏面の取得年月日欄での記載は（過去の事実経過としての表示であるため）そのまま旧称が記載される。
（以下のものは免許でなく、技能講習・特別教育で運転資格が得られるため運転士とは呼ばれないことが多い。）
床上操作式クレーン運転技能講習
つり上げ荷重5t以上の床上操作式クレーン（操作者が荷と共に前後左右に移動する方式のものに限る）を操作することができる。5t未満の全てのクレーンも操作できる。
クレーンの運転の業務に係る特別教育
つり上げ荷重0.5t以上5t未満のクレーン及びつり上げ荷重5t以上を含むすべての跨線テルハを操作することができる。
※法令上、つり上げ荷重0.5t未満のクレーン及びつり上げ荷重5t未満の跨線テルハの操作には上記資格は不要であるが、労働者の安全衛生上は取得しておくのが望ましいとされる。

## 受験資格
- 誰でも受験可能だが、免許交付は18歳以上

## 免許試験
- 免許試験は全国の安全衛生技術センターにおいて行われる。実技教習は都道府県労働局長登録教習機関において行われる。
- 試験のうち、学科は安全衛生試験センターで受験しなければならないが、実技についてはセンターで実技を受けるコースのほか、登録教習機関で「クレーン運転実技教習」、「クレーン運転（床上運転式限定）実技教習」を修了するという選択肢も認められている。
- この免許は2006年3月31日で廃止され、同年4月1日から新設されるクレーン・デリック運転士に統合された。

### 免許試験科目
クレーン運転士
- 学科
  1. クレーンに関する知識
  2. 原動機及び電気に関する知識
  3. クレーンの運転のために必要な力学に関する知識
  4. 関係法令
- 実技
  1. クレーンの運転
  2. クレーンの運転のための合図

床上運転式限定
- 学科
  1. クレーンに関する知識
  2. 原動機及び電気に関する知識
  3. クレーンの運転のために必要な力学に関する知識
  4. 関係法令
- 実技
  1. 床上運転式クレーンの運転
  2. 床上運転式クレーンの運転のための合図

### クレーン運転実技教習科目
1. クレーンの基本運転
2. クレーンの応用運転
3. クレーンの合図の基本作業

### クレーン運転（床上運転式限定）実技教習科目
1. 床上運転式クレーンの基本運転
2. 床上運転式クレーンの応用運転
3. 床上運転式クレーンの合図の基本作業

## 技能講習
- 技能講習は都道府県労働局長登録教習機関において行われる。
- 既所持の免許・修了済みの他の技能講習の有無などにより所要時間は異なるが、移動式クレーン運転士免許や玉掛け技能講習修了証を持っている場合は16時間。

### 技能講習科目
- 学科
  1. 床上操作式クレーンに関する知識
  2. 床上操作式クレーン運転技能講習に係る原動機及び電気に関する知識
  3. 床上操作式クレーンの運転のために必要な力学に関する知識
  4. 関係法令
- 実技
  1. 床上操作式クレーンの運転
  2. 床上操作式クレーンの運転のための合図

## 特別教育
- 特別教育は各事業所（企業等）又は都道府県労働局長登録教習機関において行われる。
- 告示で規定された履修時間は13時間（以上）となっている。

### 特別教育科目
- 学科
  1. クレーンに関する知識
  2. 原動機及び電気に関する知識
  3. クレーンの運転のために必要な力学に関する知識
  4. 関係法令
- 実技
  1. クレーンの運転
  2. クレーンの運転のための合図